# Tidjany Touré
Tidjany Chabrol Touré (Sarcelles, 15 juli 2002) is een Frans voetballer van Ivoriaanse afkomst die door Feyenoord aan Gil Vicente FC verhuurd wordt.

## Carrière
Tidjany Touré speelde in de jeugd van Paris FC en Paris Saint-Germain. In 2022 werd hij voor een onbekend bedrag door Feyenoord gekocht, waar hij een contract tot medio 2023 met een optie voor twee extra jaar tekende. Hij sloot in eerste instantie aan bij het onder-21-elftal. Nadat Feyenoord in de winterstop van het seizoen 2022/23 de aan FC Dordrecht verhuurde Aliou Baldé aan FC Lausanne-Sport verkocht, werd Touré als vervanger aan Dordrecht verhuurd. Touré debuteerde in het betaald voetbal op 3 februari 2023, in de met 4-0 gewonnen thuiswedstrijd tegen FC Eindhoven. Hij scoorde gelijk twee keer in deze wedstrijd. In de rest van het seizoen wist hij nog viermaal te scoren. In het seizoen 2023/24 wordt Touré aan het Portugese Gil Vicente FC verhuurd. Ook hier scoorde hij bij zijn debuut: Een paar minuten nadat hij inviel scoorde hij de 4-0 tegen Portimonense SC.

### Statistieken
| Seizoen                        | Club                   | Land           | Competitie     | Competitie | Competitie | Beker | Beker | Totaal | Totaal |
| Seizoen                        | Club                   | Land           | Competitie     | Wed.       | Dlp.       | Wed.  | Dlp.  | Wed.   | Dlp.   |
| ------------------------------ | ---------------------- | -------------- | -------------- | ---------- | ---------- | ----- | ----- | ------ | ------ |
| 2021/22                        | Paris Saint-Germain FC | Frankrijk      | Ligue 1        | 0          | 0          | 0     | 0     | 0      | 0      |
| 2022/23                        | Feyenoord              | Nederland      | Eredivisie     | 0          | 0          | 0     | 0     | 0      | 0      |
| 2022/23                        | → FC Dordrecht         | Nederland      | Eerste divisie | 15         | 6          | 0     | 0     | 15     | 6      |
| 2023/24                        | → Gil Vicente FC       | Portugal       | Primeira Liga  | 2          | 1          | 0     | 0     | 2      | 1      |
| Carrièretotaal                 | Carrièretotaal         | Carrièretotaal | Carrièretotaal | 17         | 7          | 0     | 0     | 17     | 7      |
| Bijgewerkt op 26 augustus 2023 |                        |                |                |            |            |       |       |        |        |